# Boloria acrocnema
Boloria acrocnema là một loài bướm ngày thuộc họ Nymphalidae. Nó là loài đặc hữu của Hoa Kỳ. Nó là bướm ngày cuối cùng được khám phá ở Bắc Mỹ và được tìm thấy bởi hai sinh viên Stanford làm việc tại phòng thí nghiệm sinh vật Rocky Mountain. Người ta đã nghĩ nó bên bờ vực tuyệt chủng nhưng một số lượng khác đã được tìm thấy. Số lượng của loài này vẫn được xem là có nguy cơ tuyệt chủng.